# Mikrolit

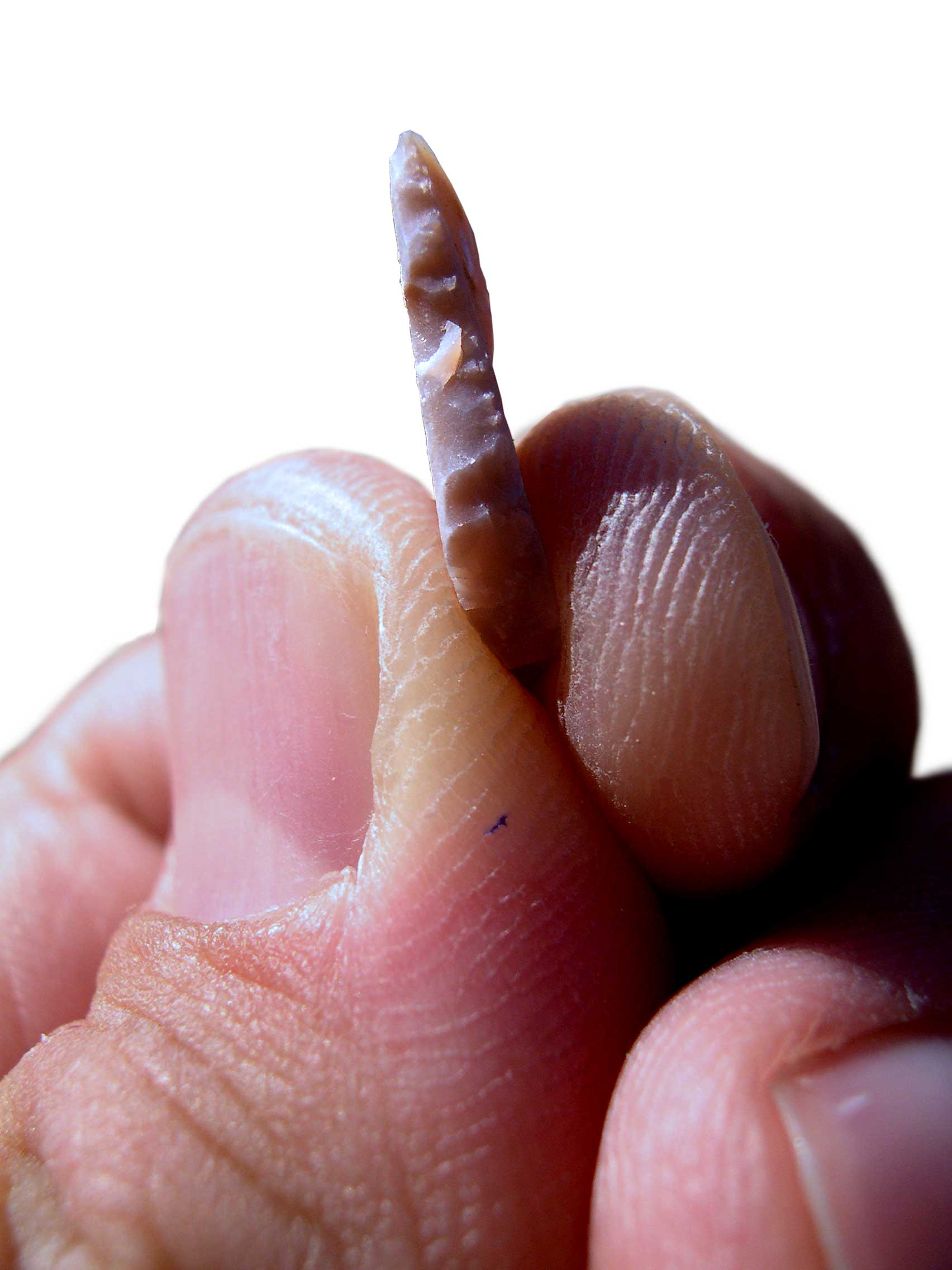

Mikrolit, zbrojnik mikrolityczny – narzędzie krzemienne bardzo małych rozmiarów. Wiele mikrolitów nie przekracza 1 cm. Mają one często kształty geometryczne, np. trójkąty, trapezy, prostokąty, romby itd. Niekiedy spotykane w kulturach paleolitycznych, bardzo często występują w mezolicie. Mikrolity powstawały z zastosowaniem techniki rylcowczej.